# Dan Meridor
Dan Meridor (en hébreu: דן מרידור, né le 23 avril 1947) est un homme politique israélien. Membre du Likoud de longue date, il participa à la création du Parti centriste, puis rejoint le Likoud au début des années 2000, et revient à la Knesset à la faveur des élections de 2009. Il a tenu plusieurs portefeuilles ministériels, et en 2014, il a succédé à Avi Primor à la tête de l'ICFR, le Conseil israélien pour les relations extérieures.

## Biographie

### Jeunesse et formation
Né à Jerusalem à la fin du mandat britannique, il est le fils d'Eliyahu Meridor, partenaire de longue date de Menahem Begin au sein de l'Irgoun et du Herout, et de Ra'anana Meridor, professeur à l'Université Hébraïque de Jerusalem,.
Après son service dans le corps blindé mécanisé de Tsahal, il étudie le droit à l'université hébraïque de Jérusalem, puis rejoint le cabinet d'avocats Haim Zadok & Co.

### Carrière politique
Il entame sa carrière politique comme secrétaire de cabinet de 1982 à 1984, sous Begin puis Yitzhak Shamir. Il se présente aux élections de 1984 comme candidat du Likoud. Réélu en 1988, il devient ministre de la Justice du gouvernement d'union de Shamir entre 1988 et 1990, et dans le cabinet de droite de 1990 à 1992. Il conserve son siège lors des élections de 1992 et 1996, et devient ministre des finances de Binyamin Netanyahu en 1996.
Après plusieurs clashs avec le premier ministre, il quitte le gouvernement en juin 1997. Il est alors comparé par la presse israélienne à Hamlet pour un caractère prétendument indécis.
Il est cofondateur du parti centriste avec des membres du Parti travailliste, et est élu sous cette étiquette aux élections de 1999. Après l'élection d'Ariel Sharon comme premier ministre en 2001, il devient ministre sans portefeuille.
Il perd son siège lors des élections de 2003, et rejoint la commission Winograd, qui enquêta sur les opérations israéliennes lors de la guerre de 2006 au Liban.
Aux élections de 2006, il hésite à rejoindre les rangs du parti travailliste et de Israel Beytenou, avant de se rapprocher de Kadima. Les fils d'Ariel Sharon s'étant opposés à son arrivée, il rejoint finalement le Likud, et retrouve son siège à la Knesset en 2009. Il devient ministre chargé des sujets liés à l'énergie sous le gouvernement dirigé par Netanyahu.
Dan Meridor ne s'est pas présenté aux élections de 2013. Il critique fortement le nouveau gouvernement Netanyahu au moment de sa constitution, en décembre 2022.